# Francesc Oliver de Boteller
Francesc Oliver de Boteller   (Tortosa, 1557 - Barcelona, maig 1598) fou abat de Santa Maria de Poblet de 1583 a1598. Fou nomenat president de la Generalitat de Catalunya el 22 de juliol de 1587.
Fill natural de Lluís Oliver i de Boteller, vescomte de Castellbò i germanastre de Pere Oliver de Boteller i de Riquer que havia estat president uns anys abans. El 1569 va obtenir dispenses papals per poder obtenir dignitats eclesiàstiques donat el seu origen il·legítim.
El 1583 fou elegit abat perpetu de Poblet i exercí de vicari general de l'orde cistercenc.

## Generalitat de Catalunya

### Primer trienni
Un llegats destacable d'aquest període sota el mandat de Francesc Oliver és la compilació de les Constitucions catalanes, una tasca començada el 1495 i obstaculitzada de forma reiterada per la monarquia. Tots els assistents a les darreres Corts de Montsó en varen rebre un exemplar.
Precisament va ser en aquestes Corts de Montsó (1585) en què es decidí l'organització de comissions delegades, les divuitenes, com a mecanisme per redreçar la Generalitat. El mecanisme de control funcionà i se n'arribaren a crear fins a 32 que varen actuar simultàniament, deu d'elles arribant, fins i tot, al proper trienni. Ara bé, el poder executiu dels diputats electes queda quasi anul·lat per un altre que el formen uns membres que no han estat insaculats, sinó nomenats directament pels braços. Una d'aquestes divuitenes va regular, el març de 1588, que les decisions de govern de la institució es podien prendre amb una majoria de tretze dels divuit membres.

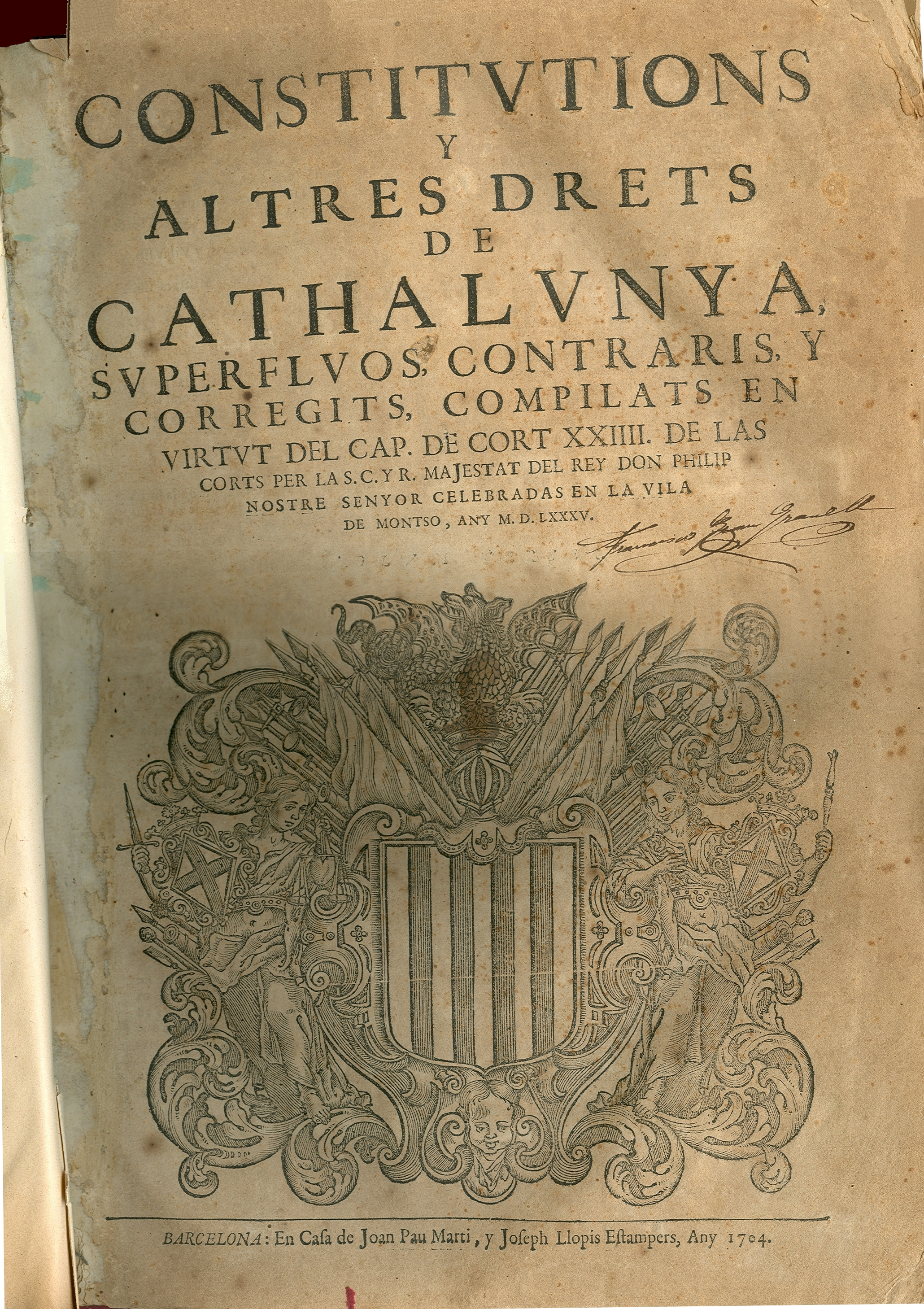
Compilació de Constitucions de 1585 en una edició de 1704.

Com a resultat es van generar tensions i enfrontaments que acabaren amb empresonaments de cavallers, va haver menestrals a galeres i la Generalitat va patir una retallada de competències en l'ús del seu pressupost i una minorització en la seva capacitat política a convocar braços (Parlament), a crear comissions de treball ad hoc i a demanar l'assessorament jurídic d'advocats no ordinaris i aliens als magistrats de la Reial Audiència de Catalunya.
Cal dir que el nus del conflicte de 1588-1592 va ser més polític que social i era un precedent més del conflicte endèmic i sempre en estat latent per raons de potestat (de sobirania en diríem ara) entre les competències del rei i les atribucions de la terra (o entre l'Audiència i la Generalitat), fins a l'extrem d'arribar a acusacions mútues. Els consistoris catalana acusaven el rei de voler "usar de poder absolut y no de justícia" i la monarquia acusava les institucions catalanes de voler "llevar la corona del cap de sa magestat".

### Segon trienni

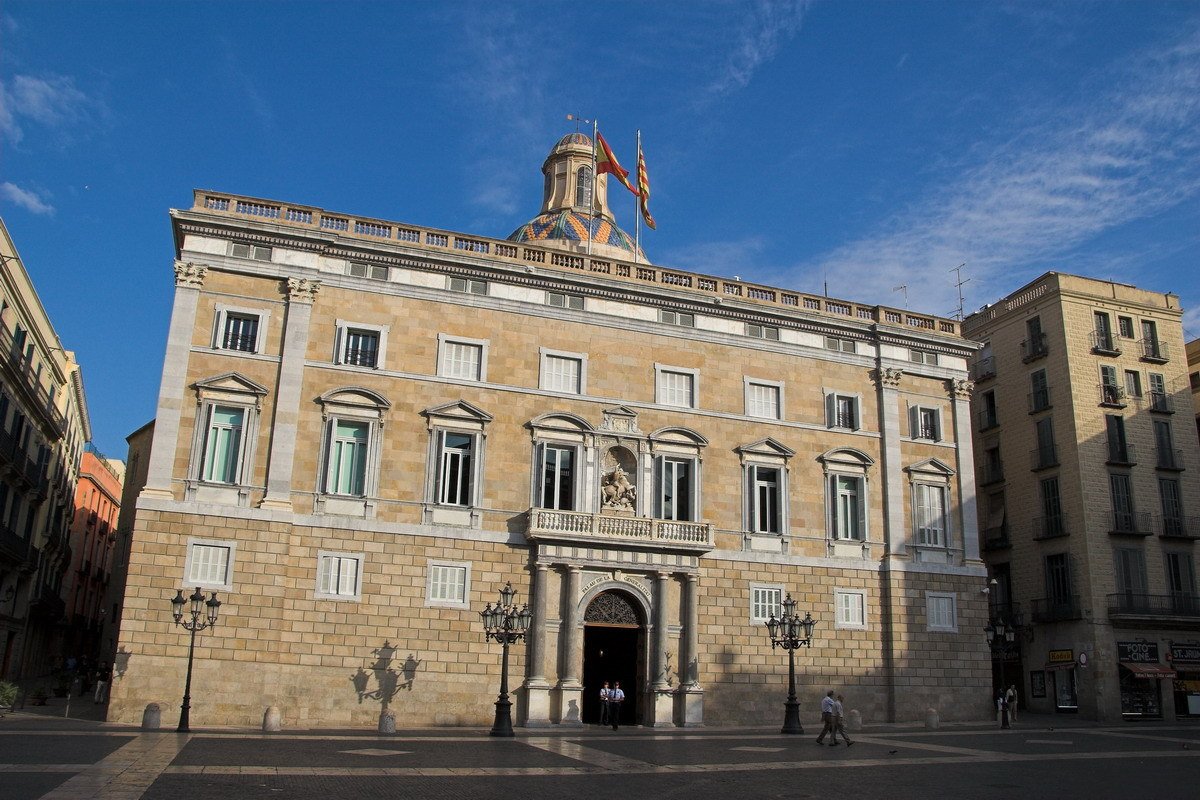
Palau de la Generalitat. Façana renaixentista de Pere Blai.

Durant aquest mandat, Francesc Oliver encarregà l'ampliació renaixentista del Palau cap a la plaça Sant Jaume (la seva imatge hi és darrere el Sant Jordi de la façana). Aquest treball encarregat per la seva decisió directa a Pere Blai, vindrà a disparar el capítol de despeses extraordinàries fins a 400.153 lliures.
Per contra, s'incrementen en un 11,6% els ingressos per la bolla respecte al trienni anterior.
Francesc Oliver no va poder acabar el seu mandat, ja que va morir el maig de 1598.